# Enderby (Colombie-Britannique)
Pour l’article homonyme, voir Terre d'Enderby.
Enderby est une cité (city) de Colombie-Britannique. Elle se situe dans l'Okanagan dans la province de la Colombie-Britannique, entre Armstrong et Salmon Arm. Elle se situe approximativement à 80km au nord de Kelowna et à 130km de Kamloops.
Enderby se situe le long de la rivière Shuswap qui croise le lac Mabel par l'est et croise le lac Mara au nord. Plusieurs petits lacs se situent dans la même région. 
La région rurale entourant Enderby est faite des communautés Ashton Creek, Grandview Bench, Grindrod, Kingfisher, Mara, Splatsin Reserve, Springbend et Trinity Valley.
Il y a deux écoles principales à Enderby : M.V. Beattie Elementary School et A.L. Fortune Secondary School. M.V. Beattie Elementary School a été rebâtie en 2012.

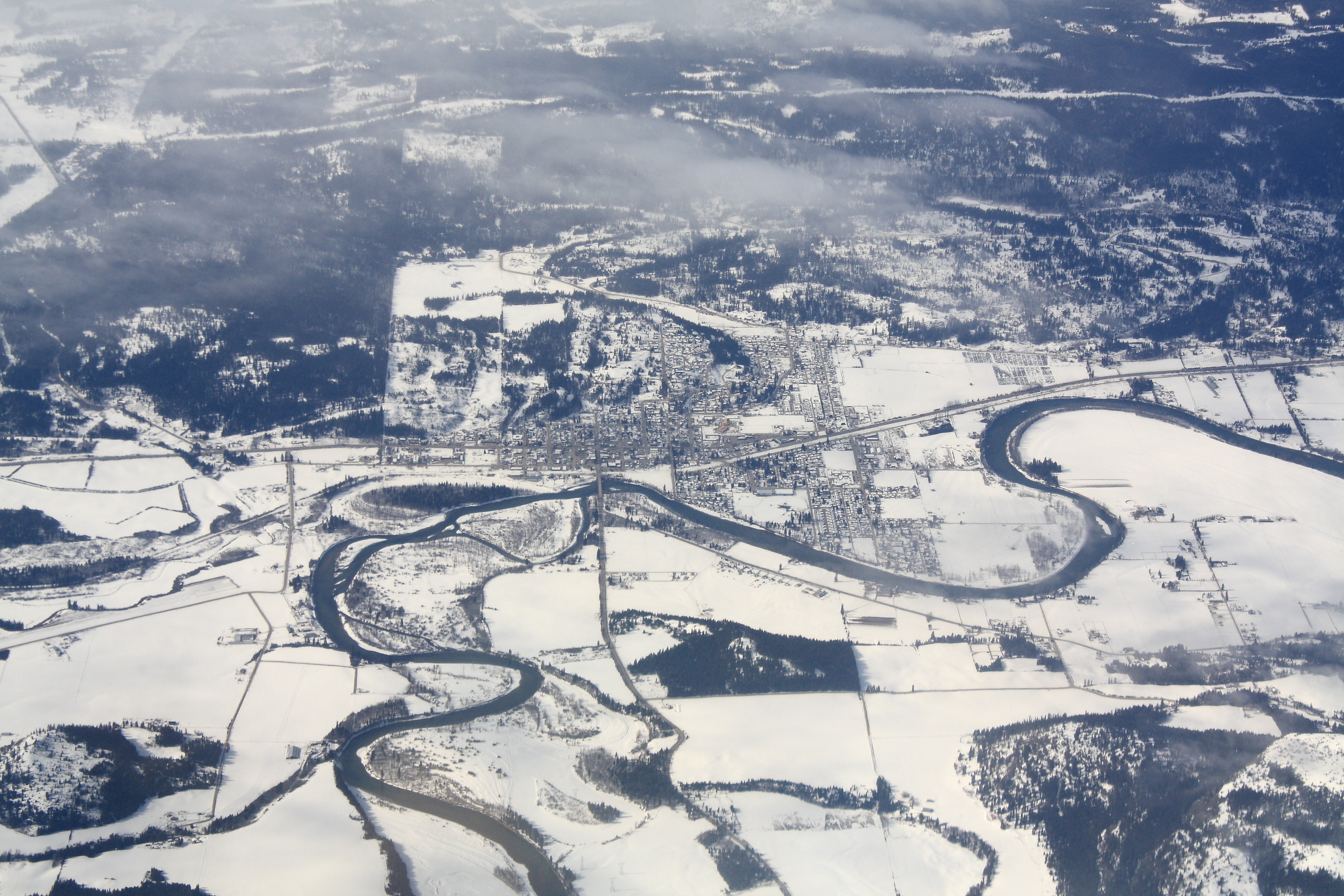
Enderby.

## Démographie
| 2001  | 2006  | 2011  | 2016  |
| ----- | ----- | ----- | ----- |
| 2 818 | 2 828 | 2 932 | 2 964 |

## Personnalité
- George Bell (1869-1940), maire de la cité pendant 6 ans et député libéral provincial de Victoria City[3].